# شهرستان شارکی (میسیسیپی)
شهرستان شارکی، میسیسیپی (به انگلیسی: Sharkey County, Mississippi) یک سکونتگاه مسکونی در ایالات متحده آمریکا است که در ایالت میسیسیپی واقع شده‌است.